# Conférence nationale des territoires
Rendez-vous semestriel promis lors de la campagne présidentielle par Emmanuel Macron, la conférence nationale des territoires doit permettre de nouer de nouvelles relations de travail entre l'État français et les collectivités territoriales, et de débattre des mesures qui les concernent. L’initiative a été saluée par les acteurs locaux, mais leurs attentes restaient nombreuses et la plupart restent prudents à l'annonce de sa création. La première conférence nationale des territoires s'est tenue au Sénat le 17 juillet 2017.
La 2e Conférence Nationale des Territoires (CNT) s'est tenue, à Cahors dans le Lot, à partir du 14 décembre 2017. À cette occasion, le Premier ministre a "délocalisé" Matignon, sur place, pour « aller vers les Français, vers ceux qui vivent ici, pour essayer de mieux comprendre leurs attentes »[non neutre]. Lors de cette CNT, Édouard Philippe a notamment annoncé un plan Aménagement Numérique des Territoires et un plan, sur 5 ans, pour redynamiser les centres-villes.
La Conférence nationale des territoires a conduit aux "contrats de Cahors", qui visent à associer les collectivités à la maîtrise de la dépense publique.